# 徐东元
徐东元（1973年12月12日—）是一名韩国前足球运动员，曾担任前鋒。
他是1991年國際足總世界青年錦標賽和1993年國際足協世界青年錦標賽的韩国国家20岁以下足球队队员。

## 俱乐部生涯
- 1997-1999 蔚山现代